# داني كيلي (لاعب كرة قدم)
داني كيلي (بالإنجليزية: Danny Kelly)‏ (7 مارس 1969 بذا برونكس في الولايات المتحدة - ) هو لاعب كرة الصالات ‏ ومدرب كرة قدم ولاعب كرة قدم أمريكي في مركز الوسط. شارك مع منتخب الولايات المتحدة الوطني لكرة قدم الصالات. أما مع النوادي، فقد لعب مع Rochester Rhinos ‏ وHarrisburg Heat (1991–2003) ‏ وBaltimore Blast ‏ وHershey Wildcats ‏.

## وصلات خارجية
- داني كيلي على موقع قاعدة بيانات كرة القدم.إي يو (الإنجليزية)